# Zlatko Topčić
Zlatko Topčić (ur. 30 kwietnia 1955 w Sarajewie) - pisarz Bośni i Hercegowiny, autor opowiadań, powieści i dramatów, scenarzysta filmowy, z wykształcenia prawnik, autor m.in. Bogumilskich legend (1997).
Ukończył studia na wydziale prawa Uniwersytetu w Sarajewie.